# 호마묘파
《호마묘파》(虎妈猫爸)는 2015년 방송되었던 중국의 드라마이다.

## 소개
- 호랑이 같은 엄마와 고양이 같은 아빠의 코믹하고 따뜻한 가족의 이야기를 그린 드라마

## 등장인물
- 자오웨이 - 비성난 역
- 퉁다웨이 - 뤄쑤 역
- 판훙 - 장야시엔 역
- 리자 (Joane Li) - 뤄모 역
- 기자함 (Wandy) - 뤄첸첸 역
- 곽개민 (郭凯敏) - 뤄싼성 역
- 톈위 (田雨) - 쉬에쯔펑 역
- 둥제 - 당림 역
- 궈샤오팅 - 자오자러 역
- 한퉁성 - 필대천 역